# Salokunta kyrka
Salokunta kyrka (finska: Salokunnan kirkko) är en kyrka i Sastamala. Den byggdes på en tomt donerad av Kaarlo Ryömä enligt planer av arkitekt Timo Penttilä och invigdes 1960.